# Революція на Волощині (1848)

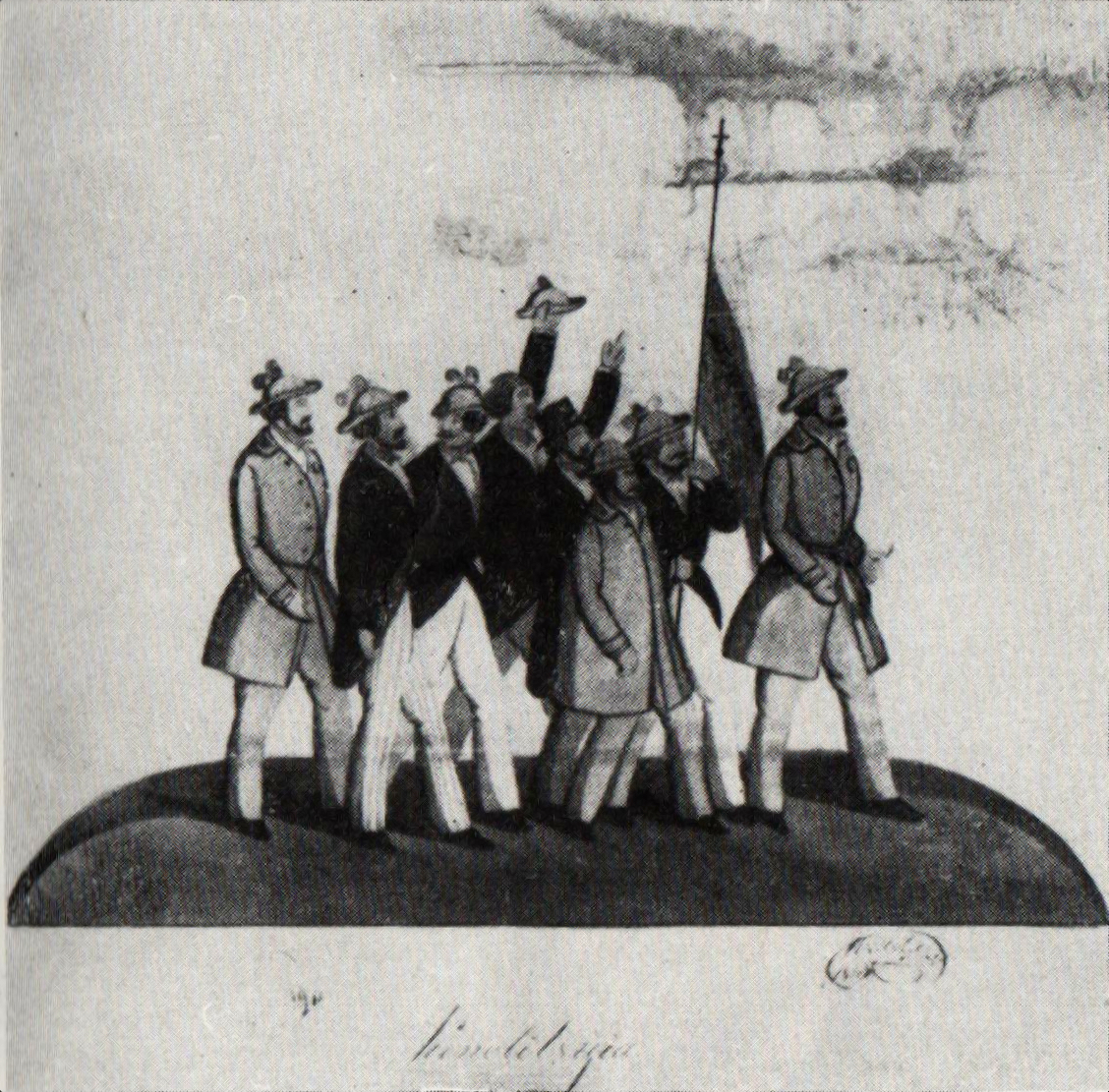
Революціонери з румунським прапором

Революція в Дунайських князівствах 1848—1849 років — соціальна революція у Волощині та Молдавському князівстві, які були васалами Оттоманської Порти і перебували під протекторатом Російської імперії. Проходила в руслі «Весни народів» за їх національно-визвольний характер.

## Причини
Навесні 1848 року революцією було охоплено більшість країн Європи. В Дунайських князівствах вона стала наслідком змін, які відбулися в суспільстві після революції 1821 року. Досвід, накопичений за цей період, і вплив європейських революційних ідей втілилися в демократичній програмі реформ, яка в подальшому була розвинена та конкретизована. Початок революції в усіх трьох румунських князівствах одночасно говорить про єдність і солідарність румунського народу.
В роки, що передували революції, виступи буржуазії та ліберального дворянства з метою створення кращих умов для економічного розвитку і отримання доступу до політичної влади стають все більш частими. У свою чергу консервативне боярство в Молдові та Валахії і дворянство в Трансильванії не бажали втрачати свого панівного становища. Виходячи з цього стає очевидною неминучість революції.
В цей же час поглиблюються протиріччя між селянами та боярством в Молдові та Валахії, і кріпаками та дворянами в Трансильванії, викликані посиленням експлуатації селян. Загостренню соціальних протиріч в Дунайських князівствах сприяв також наступ бояр на права вільного селянства.
Досягнення соціальної та національної свободи було вельми ускладненим через те, що необхідно було подолати не тільки опір внутрішніх реакційних сил, але й абсолютистських імперій. На той час румунські землі перебували під пануванням трьох монархій. Трансильванія, Банат і Буковина були провінціями Австрійської імперії, Бессарабія — складовою частиною Росії, а Молдова і Валахія, володіючи відносною автономією, перебували під сюзеренітетом Порти. Ці історичні умови диктували необхідність консолідації всіх революційних сил румунських князівств і об'єднання з революційними силами інших народів у боротьбі за повалення реакційних монархій в Європі.

## Хід подій

### Молдова
Феодальний режим і зловживання адміністрації господаря Михаїла Стурдза, який спирався на вузьке коло консервативних бояр, викликали в народі загальне обурення. У 1846—1847 роках ставали все більш очевидними ознаки глибокої соціально-політичної кризи, яка проявлялася у зростанні опору селянства та консолідації ліберальної опозиції.
27 березня 1848 року в готелі «Петерсбург» у Яссах були скликані збори опозиційних кіл. У них взяли участь близько тисячі чоловік, в більшості своїй городян різних соціальних верств. Також були присутні ліберальні бояри та кілька консерваторів, незадоволених політикою господаря. На зборах була складена Петиція-прокламація із 35 статей, в якій висувалися вимоги поліпшення становища селянства, проведення адміністративної реформи, запровадження національної гвардії, скасування цензури, розпуску Громадських Зборів та ін. В той же час петиція не була спрямована проти Органічного регламенту (в першій статті декларувалася його недоторканність). Такий помірний характер програми революціонерів Молдови пояснювався боязню його керівників не дати Росії нового приводу для введення військ до князівства.
У керівництві революційним рухом в Молдові сформувалися два політичних угруповання: ліберально-демократичне (В. Александрі, А. Й. Куза, К. Молдовяну, Константин Негруцці) і бояр-лібералів (Н. Шуцу, К. Стурдза, К. Морузі). Між цими угрупованнями так і не було досягнуто єдності планів та дій.
Прийнята на зборах Петиція-прокламація була представлена молдавському господарю. Стурдза відхилив її і віддав наказ про арешт керівників руху. Деякі з них зуміли уникнути арешту, пішовши до Трансильванії, де й продовжили боротьбу. Поразка під час березневих подій не поклала кінець революційному руху. Він тривав у формі селянських повстань і активної боротьби молдовських революціонерів у Трансильванії та Буковині.
У серпні 1848 року Михаїл Коґелнічану та його прихильники видають у Чернівцях брошуру «Побажання національної партії Молдови», в якій висувалася вимога дотримання автономії князівства, політичної та громадянської рівності всіх його громадян, скасування панщини (клака) і наділення селян землею з умовою її викупу і т. д. Інша група молдовських революціонерів, які знайшли притулок у Трансильванії в місті Брашов, ще 24 травня висунула свою програму «Наші принципи реформування Батьківщини». В її шести пунктах містилися вимоги скасування панщини і наділення селян землею, скасування привілеїв бояр, об'єднання Румунських князівств у єдину державу. Ці дві програми свідчать про прагнення прогресивних кіл Молдови продовжувати боротьбу разом з Трансильванією та Валахією.

### Валахія
Революція у Валахії на початковому етапі добилася більш значущих успіхів. Це пояснювалося більш ретельною її підготовкою та участю в ній частини адміністрації та армії. На чолі революційних подій стояла група революціонерів, керованих Ніколає Белческу, який до того активно брав участь у лютневій революції в Парижі. У квітні 1848 року в Бухаресті на декількох таємних нарадах була розроблена військово-політична програма революції. Вона повинна була розпочатися 9 червня одночасно в декількох регіонах: в Бухаресті, Іслазі, Олтенії, Прашові та інших містах. В цих умовах господар Георге Бібеску не зміг би використовувати єдину армію для придушення повстання. Серед найбільш активних революціонерів були Йон-Еліаде Редулеску, Крістіан Телль, Йон Ґіка, Чезар Боліак, Йон Братіану, брати Белческу та ін.
У Бухаресті революція не змогла розпочатися 9 червня 1848 року, так як господар, дізнавшись про майбутні події, віддав наказ про арешт деяких керівників повстання. Головні події розгорнулися в місті Іслаз. На заклик священика Раду Шапке, який користувався великим авторитетом серед селян і окремих революціонерів, сотні людей зібралися на «Полі відродження» поблизу Іслаза. Там була зачитана та з ентузіазмом сприйнята програма революції (Іслазька прокламація), в 22 статтях якої передбачалося невтручання зовнішніх сил у внутрішні справи князівств, скасування Органічного регламенту і заміна його конституцією, створення національної гвардії, рівність всіх громадян у політичних правах, наділення селян землею та ін.
Розробка програми революції стала результатом жорсткої боротьби між різними політичними течіями. Революційно-демократичний напрям на чолі з Ніколає Белческу був найпрогресивнішим крилом керівництва. Він наполягав на негайному проведенні аграрної реформи, оскільки вважав, що тільки вільне селянство, яке повноправно володіє землею, на якій працює, може забезпечити майбутнє країни. Ліберально-радикальний напрям на чолі з К. Росетті виражав інтереси середніх соціальних верств. Він підтримав включення до програми вимог про широкі демократичні реформи, але не був послідовним у втіленні їх в життя. Помірні ліберали на чолі з Еліаде Редулеску висловлювали більш помірні вимоги і ратували за часткове реформування суспільства. Останні два політичних угруповання займуть чільне місце у тимчасовому уряді і це відчутно вплине на ході розвитку подій.
Згодом революційні події розгорнулися по всій країні. 11 червня революція спалахнула у столиці. Під тиском народу, позбавлений підтримки армії господар Георге Бібеску був змушений підписати Конституцію. Того ж дня було сформовано тимчасовий уряд, до якого увійшли Ніколає Голеску, Штефан Голеску, Георге Магеру та ін. 13 червня господар відрікся від престолу і втік з країни. Через два дні населення столиці зібралося на полі Філарета, перейменованого потім на поле Свободи, де присягнуло на вірність Конституції. Тоді ж триколірний синьо-жовто-червоний стяг було проголошено національним прапором.
14 червня революційний уряд видав свої перші декрети: про національний прапор, про скасування станових чинів, про скасування цензури, про утворення Національної гвардії, про скасування смертної кари та ін.
Реакційні та консервативні кола боярства намагалися чинити опір втіленню в життя цих декретів. Скориставшись нестабільністю в країні та підтримкою частини офіцерства на чолі з полковниками Одобеску і Соломон, вони двічі, 19 та 29 червня, намагалися здійснити контрреволюційний переворот. Їм вдалося заарештувати тимчасовий уряд і захопити владу, але обидва рази вони були змушені відступити під тиском повстанців, керованих Анною Іпетеску і Томою Георгіу.
Царський уряд, розуміючи, що кінцевою метою революції є повалення режиму російського протекторату, звернувся до Туреччини з пропозицією «відновити порядок». В цих умовах відбулося перше іноземне вторгнення у Валахію. Посланник турецького султана Соліман-паша змінив тимчасовий уряд господарським заступництвом в складі трьох членів: Йон-Еліаде Редулеску, Крістіан Телль і Ніколає Голеску. Але це не задовольнило царський уряд. 13 вересня 20-тисячні турецькі війська вторглися до Валахії, а 15 вересня російська армія окупувала Молдову. Жителі Бухареста намагалися чинити опір туркам. Бої розгорнулися в районі Дялул-Спірій, де солдати 3-го піхотного полку і пожежники капітана Павла Зегенеску прийняли бій. Проте нерівне співвідношення сил призвело до швидкого придушення осередків опору. Ніколає Белческу та інші керівники, які прийшли в турецький табір з протестом проти іноземного втручання, були заарештовані. Йон-Еліаде Редулеску і Крістіан Телль емігрували до Трансильванії. В Олтенії Георге Магеру ще протягом двох тижнів утримував революційну владу, готуючись до збройного опору. Але згодом він був змушений відмовитися від цих планів і також емігрував до Трансильванії.
У князівстві було проголошено відновлення режиму Органічного регламенту і призначення каймаком Константіна Кантакузіно. Згідно з конвенцію, укладеною в Балті-Лимані між Росією та Туреччиною, їхні війська залишалися на територіях князівств до повного «відновлення порядку». Таким чином, інтервенція російської та османської армії придушила революцію.

### Трансильванія
Революція у Трансильванії тривала довше, ніж в князівствах, і поряд із соціальним мала яскраво виражений національний характер. На початку березня 1848 року прогресивна угорська молодь на чолі з Лайошом Кошутом повстала проти панування Ґабсбургів і проголосила незалежність Угорщини в межах угорської феодальної держави. Це в свою чергу означало анексію Трансильванії, понад дві третини населення якої складали румуни. Трансильванські румуни, керовані Аврамом Янку, Симіоном Барнуціу, Георге Баріциу, А. Папуй-Іларіоном, Й. Аксенте Север та ін., вимагали скликання представницьких зборів для вирішення долі румунської більшості в Трансильванії. Збори відбулися 3-5 травня 1848 року на Широкому полі поблизу міста Блаж, в яких взяли участь близько 40 тис. чоловік. Збори у місті Блаж ознаменували вищий підйом революції. У прийнятій на них програмі крім економічних та соціально-політичних вимог було висунуто вимогу про об'єднання Трансильванії з Молдовою та Валахією. Також було обрано керівництво в особі постійного комітету, який повинен був засідати у місті Сібіу, і створені дві делегації, які мали представити вимоги румунів Трансильванії австрійській владі у Відні та угорській дієті в місті Клуж.
29 травня реакційна дієта проголосувала за об'єднання Трансильванії з Угорщиною, ігноруючи бажання більшості населення. Віденський двір задовольняло таке рішення, так як воно неминуче призводило до розколу між угорською та румунською революціями до загальної вигоди Ґабсбургів.
Через деякий час після зборів у місті Блаж така ж маніфестація мала місце і у Банаті. На чолі тутешніх румунів стояв Єфтіміє Мургу, активний учасник революції у Валахії.
Такий поворот подій не входив у плани угорських революціонерів, і вони вирішили вдатися до тактики терору. Були розстріляні десятки румунів, що призвело до остаточного розколу між румунськими та угорськими революціонерами. Цим скористалися Ґабсбурги. У листопаді 1848 року імперські війська захопили Трансильванію, проте згодом вони були витіснені угорцями. У квітні 1849 року, після повного вигнання австрійців, дієта в місті Дебрецені проголосила незалежність угорської держави і повалення династії Ґабсбургів.
Між керівниками румунських та угорських революціонерів здійснювалися неодноразові спроби зближення, які були вигідні тільки Австрії. Ніколає Белческу докладає великих зусиль для досягнення угоди, але це призвело лише до підписання 14 липня 1849 року в Сегеді компромісного проєкту з 18 пунктів, в якому містилося принципове положення про обмежене визнання національних прав румунів. Однак час було згаяно. На прохання Відня до Угорщини вторглися російські війська під командуванням Івана Паскевича з метою придушити революцію. У битві поблизу міста Сігішоара угорська армія була розгромлена. У серпні того ж року поблизу села Ширія відбувся останній бій між угорцями та росіянами, який закінчився повною перемогою контрреволюції. У Трансильванії знову був відновлений абсолютистський режим Ґабсбургів.

## Наслідки
Революція виявила схожі соціально-політичні та національні проблеми всіх трьох румунських князівств. Внаслідок цієї революції значно похитнулися феодальні підвалини суспільства і були намічені шляхи прогресивного розвитку. Революція підняла на боротьбу широкі верстви населення, сприяючи у величезній мірі пробудженню національної самосвідомості румунського народу.
1 травня 1849 року Османська та Російська імперії підписали Балталіманську конвенцію терміном на 7 років. Вона відновлювала дію Органічних статутів і значно обмежувала автономію Дунайських князівств. Відтепер господар виконував функції збирача податків, а його повноваження були дуже обмежені. В країнах закріпилася реакційна влада в особі російського ставленика Стірбея у Валахії і турецького намісника Гіки в Молдавському князівстві. Скасовувались загальні збори, а російські та турецькі комітети повинні були переглянути старий Органічний регламент. Товариство емігрантів за кордоном розкололося на дві частини — тих, хто виступав за поступові реформи і утворення румунської держави шляхом переговорів, і тих, хто бажав раптового загальнонаціонального повстання проти існуючого політичного режиму. Єдине, чого добилися революціонери, це обмеження свободи князівств та їх потрапляння у велику залежність від Туреччини та Росії. Незважаючи на це, феодальному ладу і боярству в обох країнах було завдано відчутного удару.
Російська інтервенція в князівства стала однією з причин погіршення російсько-французьких та російсько-британських відносин, які переросли у Кримську війну. Французько-валаські та французько-молдовські відносини покращилися, і протягом наступних кількох десятиліть відносини між країнами були дружніми. У Дунайських князівствах стала популярна французька культура і французька мова, що пізніше вплинуло на культуру Об'єднаного князівства Валахії та Молдавії.
Найсильніше революції відбилися на Російській імперії, так як та побоювалася повстань в населеній молдаванами Бессарабії. Роль Росії в князівствах значно посилилася, вона отримала нові легальні засоби для впливу на князівства. Це було успіхом в справі поширення влади Росії на Балканах, однак після поразки у Східній війні Російська імперія втратила право протекторату над князівствами. У сусідній Трансильванії на хвилі панрумунізму ситуація теж ускладнилася через повстання місцевих румунів, які бажали включити свій край до складу Румунії нарівні з Молдовою та Валахією. Пізніше вони отримали підтримку з боку валаських революціонерів, які втекли від переслідування до Трансильванії.